# Liste des gonfaloniers de justice et prieurs de la république de Florence dans les années 1380
Pour des articles plus généraux, voir Liste des gonfaloniers de justice et prieurs de la république de Florence et Liste des gonfaloniers de justice et prieurs de la république de Florence au XIVe siècle.
Cet article dresse une liste des gonfaloniers de justice et prieurs de la république de Florence dans les années 1380.

## 1380
| Période de gouvernement            | Gonfaloniers de Justice et Prieurs             | Notes                                                                         |
| ---------------------------------- | ---------------------------------------------- | ----------------------------------------------------------------------------- |
| 1er janvier 1380-29 février 1380   | Francesco di Tieri, dit Calcagno               | Gonf. issu du q. San Giovanni. Boucher (beccaio).                             |
| 1er janvier 1380-29 février 1380   | Cristofano di Bartolo                          | Pr. du q. San Spirito. Marchand de fourrure de vair (vaiaio) ?                |
| 1er janvier 1380-29 février 1380   | Bartolo di Lapuccio                            | Pr. du q. San Spirito. Cardeur (cardatore).                                   |
| 1er janvier 1380-29 février 1380   | Agnolo di Donatino Barucci                     | Pr. du q. Santa Croce. Drapier (lanaiolo).                                    |
| 1er janvier 1380-29 février 1380   | Arrigo di Biondo                               | Pr. du q. Santa Croce. Vendeur de tissu (cimatore).                           |
| 1er janvier 1380-29 février 1380   | Giorgio di Guccio di Dino Gucci                | Pr. du q. Santa Maria Novella.                                                |
| 1er janvier 1380-29 février 1380   | Lorenzo di Puccio Cambini                      | Pr. du q. Santa Maria Novella. Marchand d'huile (oliandolo).                  |
| 1er janvier 1380-29 février 1380   | Simone di Ser Matteo Biffoli                   | Pr. du q. San Giovanni.                                                       |
| 1er janvier 1380-29 février 1380   | Francesco di Jacopo                            | Pr. du q. San Giovanni. Armurier (corazzaio).                                 |
| 1er mars 1380-30 avril 1380        | Francesco di Ser Santi Bruni                   | Gonf. issu du q. San Giovanni. Changeur de monnaie (cambiatore).              |
| 1er mars 1380-30 avril 1380        | Orlandino di Lapo                              | Pr. du q. San Spirito. Tisseur sur soie (setaiolo) ?                          |
| 1er mars 1380-30 avril 1380        | Cristofano di Michele                          | Pr. du q. San Spirito. Cordonnier (calzolaio).                                |
| 1er mars 1380-30 avril 1380        | Giovanni d'Amerigo del Bene                    | Pr. du q. Santa Croce.                                                        |
| 1er mars 1380-30 avril 1380        | Antonio di Bartolo                             | Pr. du q. Santa Croce. Fabricant de doublures (farsettaio).                   |
| 1er mars 1380-30 avril 1380        | Donato di Bonifazio di Ser Donato              | Pr. du q. Santa Maria Novella. Apothicaire (speziale).                        |
| 1er mars 1380-30 avril 1380        | Silvestro di Vanni                             | Pr. du q. Santa Maria Novella. Marchand de lin (linaiolo).                    |
| 1er mars 1380-30 avril 1380        | Noferi d'Andrea di Neri Lippi (ou Nofri Lippi) | Pr. du q. San Giovanni. Drapier (lanaiolo).                                   |
| 1er mars 1380-30 avril 1380        | Nuto di Vanni                                  | Pr. du q. San Giovanni. Fabricant d'épées (spadaio) ?                         |
| 1er mai 1380-30 juin 1380          | Benedetto di Ciardo Torrigiani                 | Gonf. issu du q. San Spirito. Négociant en vins (vinattiere).                 |
| 1er mai 1380-30 juin 1380          | Piero di Ser Chiaro                            | Pr. du q. San Spirito. Marchand de tissu au détail (ritagliatore).            |
| 1er mai 1380-30 juin 1380          | Bartolommeo di Piero                           | Pr. du q. San Spirito. Fabricant de peignes (pettinagnolo).                   |
| 1er mai 1380-30 juin 1380          | Mess. Piero di Bindo del Benino (ou Benini)    | Pr. du q. Santa Croce. Chevalier.                                             |
| 1er mai 1380-30 juin 1380          | Andrea di Francesco                            | Pr. du q. Santa Croce. Marchand de lin (linaiolo).                            |
| 1er mai 1380-30 juin 1380          | Jacopo di Mess. Tommaso Strozzi                | Pr. du q. Santa Maria Novella.                                                |
| 1er mai 1380-30 juin 1380          | Bartolo Cambini                                | Pr. du q. Santa Maria Novella. Tisserand (pezzaio).                           |
| 1er mai 1380-30 juin 1380          | Luca di Piero Rinieri (ou Rinucci)             | Pr. du q. San Giovanni. Changeur de monnaie (cambiatore).                     |
| 1er mai 1380-30 juin 1380          | Jacopo d'Ammannatino                           | Pr. du q. San Giovanni. Vannier, coffretier (cofanaio).                       |
| 1er juillet 1380-31 août 1380      | Tommaso di Mone Guidetti                       | Gonf. issu du q. San Spirito.                                                 |
| 1er juillet 1380-31 août 1380      | Chiaro di Giovanni Ciari                       | Pr. du q. San Spirito. Fripier (rigattiere).                                  |
| 1er juillet 1380-31 août 1380      | Niccolò di Giovanni del Baglione               | Pr. du q. San Spirito. Marchand de lin (linaiolo).                            |
| 1er juillet 1380-31 août 1380      | Ser Domenico Allegri                           | Pr. du q. Santa Croce. Notaire.                                               |
| 1er juillet 1380-31 août 1380      | Niccolò di Bernardo del Sannella               | Pr. du q. Santa Croce. Fabricant de brides pour chevaux (brigliaio).          |
| 1er juillet 1380-31 août 1380      | Giovanni di Filippo Carducci                   | Pr. du q. Santa Maria Novella. Marchand de tissu au détail (ritagliatore).    |
| 1er juillet 1380-31 août 1380      | Maestro Leonardo di Stefano                    | Pr. du q. Santa Maria Novella.                                                |
| 1er juillet 1380-31 août 1380      | Tommaso di Francesco                           | Pr. du q. San Giovanni. Fabricant de bouteilles en verre (fiascaio).          |
| 1er juillet 1380-31 août 1380      | Michele di Simone                              | Pr. du q. San Giovanni. Négociant en vins (vinattiere).                       |
| 1er septembre 1380-31 octobre 1380 | Francesco d'Agnolo                             | Gonf. issu du q. Santa Maria Novella. Tisserand (pezzaio).                    |
| 1er septembre 1380-31 octobre 1380 | Bartolommeo di Niccolò di Buonaventura         | Pr. du q. San Spirito. Drapier (lanaiolo).                                    |
| 1er septembre 1380-31 octobre 1380 | Bonavero di Simone (ou Bonavera di Simone)     | Pr. du q. San Spirito. Menuisier (legnaiolo).                                 |
| 1er septembre 1380-31 octobre 1380 | Alessandro di Salino Bruni                     | Pr. du q. Santa Croce.                                                        |
| 1er septembre 1380-31 octobre 1380 | Benuccio di Piero Benucci                      | Pr. du q. Santa Croce. Marchand d'huile (oliandolo).                          |
| 1er septembre 1380-31 octobre 1380 | Niccolò di Jacopo Vecchietti                   | Pr. du q. Santa Maria Novella.                                                |
| 1er septembre 1380-31 octobre 1380 | Azzino di Ghinuccio                            | Pr. du q. Santa Maria Novella. Serrurier, fabricant de serrures (chiavaiolo). |
| 1er septembre 1380-31 octobre 1380 | Noferi di Ser Parenti (ou Nofri di Parente)    | Pr. du q. San Giovanni. Tisseur sur soie (setaiolo) ?                         |
| 1er septembre 1380-31 octobre 1380 | Girolamo di Bartolo Falconi                    | Pr. du q. San Giovanni. Teinturier (tintore).                                 |
| 1er novembre 1380-31 décembre 1380 | Recco di Guido Guazza                          | Gonf. issu du q. Santa Maria Novella.                                         |
| 1er novembre 1380-31 décembre 1380 | Bartolommeo di Giovanni Bonaccorsi             | Pr. du q. San Spirito. Drapier (lanaiolo).                                    |
| 1er novembre 1380-31 décembre 1380 | Manetto di Dato della Malvagia                 | Pr. du q. San Spirito. Négociant en vins (vinattiere).                        |
| 1er novembre 1380-31 décembre 1380 | Fantino di Tegna                               | Pr. du q. Santa Croce. Marchand de tissu au détail (ritagliatore).            |
| 1er novembre 1380-31 décembre 1380 | Lorenzo d'Andrea                               | Pr. du q. Santa Croce. Boulanger (fornaio).                                   |
| 1er novembre 1380-31 décembre 1380 | Giovanni di Federigo                           | Pr. du q. Santa Maria Novella. Apothicaire (speziale).                        |
| 1er novembre 1380-31 décembre 1380 | Giovanni di Taddeo Benci                       | Pr. du q. Santa Maria Novella. Marchand de lin (linaiolo).                    |
| 1er novembre 1380-31 décembre 1380 | Cristiano del Migliore                         | Pr. du q. San Giovanni. Changeur de monnaie (cambiatore).                     |
| 1er novembre 1380-31 décembre 1380 | Lorenzo Cresci                                 | Pr. du q. San Giovanni. Teinturier (tintore).                                 |

## 1381
| Période de gouvernement            | Gonfaloniers de Justice et Prieurs                       | Notes                                                                            |
| ---------------------------------- | -------------------------------------------------------- | -------------------------------------------------------------------------------- |
| 1er janvier 1381-28 février 1381   | Niccolò di Vanni Nelli del Pelacani                      | Gonf. issu du q. Santa Croce. Tanneur (galigaio).                                |
| 1er janvier 1381-28 février 1381   | Piero d'Ugolino Bonsi                                    | Pr. du q. San Spirito. Apothicaire (speziale).                                   |
| 1er janvier 1381-28 février 1381   | Maestro Gherardo di Bano                                 | Pr. du q. San Spirito.                                                           |
| 1er janvier 1381-28 février 1381   | Duccio di Miglino (ou Duccio di Meglino)                 | Pr. du q. Santa Croce. Changeur de monnaie (cambiatore).                         |
| 1er janvier 1381-28 février 1381   | Giovanni di Bartolo                                      | Pr. du q. Santa Croce. Négociant en vins (vinattiere).                           |
| 1er janvier 1381-28 février 1381   | Francesco di Manetto                                     | Pr. du q. Santa Maria Novella. Fourreur (pellicciaio).                           |
| 1er janvier 1381-28 février 1381   | Antonio di Geri                                          | Pr. du q. Santa Maria Novella. Hôtelier (albergatore).                           |
| 1er janvier 1381-28 février 1381   | Antonio di Spigliato                                     | Pr. du q. San Giovanni. Fourreur (pellicciaio).                                  |
| 1er janvier 1381-28 février 1381   | Bartolo di Guido (ou Bartolo di Guiduccio)               | Pr. du q. San Giovanni. Arbalétrier (balestriere).                               |
| 1er mars 1381-30 avril 1381        | Buonaccorso di Vanni                                     | Gonf. issu du q. Santa Croce. Orfèvre (orefice).                                 |
| 1er mars 1381-30 avril 1381        | Piero di Neri Pitti                                      | Pr. du q. San Spirito.                                                           |
| 1er mars 1381-30 avril 1381        | Filippo di Giardi (ou Filippo di Gardo)                  | Pr. du q. San Spirito. Tanneur (galigaio).                                       |
| 1er mars 1381-30 avril 1381        | Giovanni di Niccolò Riccialbani                          | Pr. du q. Santa Croce. Drapier (lanaiolo).                                       |
| 1er mars 1381-30 avril 1381        | Giovanni di Bartolo Masi                                 | Pr. du q. Santa Croce. Négociant en vins (vinattiere).                           |
| 1er mars 1381-30 avril 1381        | Andrea di Jacopo di Collino Grandoni                     | Pr. du q. Santa Maria Novella.                                                   |
| 1er mars 1381-30 avril 1381        | Giovanni di Benci                                        | Pr. du q. Santa Maria Novella. Fabricant de lunettes (bicchieraio).              |
| 1er mars 1381-30 avril 1381        | Bartolommeo di Lottino di Bonaiuto Lorini                | Pr. du q. San Giovanni. Drapier (lanaiolo).                                      |
| 1er mars 1381-30 avril 1381        | Luca di Duccio                                           | Pr. du q. San Giovanni. Tireur (de fils ?) (tiratore).                           |
| 1er mai 1381-30 juin 1381          | Ventura di Niccolò Brunetti                              | Gonf. issu du q. San Spirito. Marchand d'huile (oliandolo).                      |
| 1er mai 1381-30 juin 1381          | Francesco di Vanni Calici                                | Pr. du q. San Spirito. Orfèvre (orafo).                                          |
| 1er mai 1381-30 juin 1381          | Maestro Niccolò di Berardo                               | Pr. du q. San Spirito.                                                           |
| 1er mai 1381-30 juin 1381          | Giovanni di Tommaso                                      | Pr. du q. Santa Croce. Marchand de tissu au détail (ritagliatore).               |
| 1er mai 1381-30 juin 1381          | Bartolommeo di Bandino                                   | Pr. du q. Santa Croce. Marchand de chaussures (pianellaio).                      |
| 1er mai 1381-30 juin 1381          | Tommaso di Bartolo Bartoli                               | Pr. du q. Santa Maria Novella. Mercier (merciaio).                               |
| 1er mai 1381-30 juin 1381          | Andrea di Ser Donato                                     | Pr. du q. Santa Maria Novella. Laveur (?) (lavatore).                            |
| 1er mai 1381-30 juin 1381          | Niccolò di Matteo Duranti                                | Pr. du q. San Giovanni. Apothicaire (speziale).                                  |
| 1er mai 1381-30 juin 1381          | Banco di Tosto                                           | Pr. du q. San Giovanni. Fripier (rigattiere).                                    |
| 1er juillet 1381-31 août 1381      | Leonardo di Giovanni Raffacani                           | Gonf. issu du q. Santa Croce.                                                    |
| 1er juillet 1381-31 août 1381      | Ser Falcone Falconi                                      | Pr. du q. San Spirito. Notaire.                                                  |
| 1er juillet 1381-31 août 1381      | Tommaso di Giovanni                                      | Pr. du q. San Spirito. Fabricant de ciseaux (forbiciaio).                        |
| 1er juillet 1381-31 août 1381      | Giovanni di Bondo del Caccia                             | Pr. du q. Santa Croce. Drapier (lanaiolo).                                       |
| 1er juillet 1381-31 août 1381      | Matteo di Silvestro Compiobbesi                          | Pr. du q. Santa Croce. Boulanger (fornaciaio).                                   |
| 1er juillet 1381-31 août 1381      | Bongianni di Puccio                                      | Pr. du q. Santa Maria Novella. Apothicaire (speziale).                           |
| 1er juillet 1381-31 août 1381      | Alessandro di Jacopo Guidaccini (ou Alessandro Guiducci) | Pr. du q. Santa Maria Novella. Vendeur de tissu (cimatore).                      |
| 1er juillet 1381-31 août 1381      | Manetto di Neri de'Medici                                | Pr. du q. San Giovanni.                                                          |
| 1er juillet 1381-31 août 1381      | Giovanni di Cenni                                        | Pr. du q. San Giovanni. Négociant en vins (vinattiere).                          |
| 1er septembre 1381-31 octobre 1381 | Matteo di Tegghia (ou Matteo di Tegghiaio)               | Gonf. issu du q. Santa Maria Novella. Marchand de lin (linaiolo).                |
| 1er septembre 1381-31 octobre 1381 | Francesco di Giovanni di Ser Segna                       | Pr. du q. San Spirito. Marchand de tissu au détail (ritagliatore).               |
| 1er septembre 1381-31 octobre 1381 | Pietro di Nutino                                         | Pr. du q. San Spirito. Fabricant de lunettes (bicchieraio).                      |
| 1er septembre 1381-31 octobre 1381 | Mess. Giovanni di Mess. Francesco Rinuccini              | Pr. du q. Santa Croce. Chevalier.                                                |
| 1er septembre 1381-31 octobre 1381 | Mese di Guccio                                           | Pr. du q. Santa Croce. Artisan du cuir (coreggiaio).                             |
| 1er septembre 1381-31 octobre 1381 | Mess. Pazzino di Mess. Francesco Strozzi                 | Pr. du q. Santa Maria Novella. Chevalier.                                        |
| 1er septembre 1381-31 octobre 1381 | Leone di Lapo Nini (ou Zeo di Lapo Nini)                 | Pr. du q. Santa Maria Novella. Réparateur de tissus, raccommodeur (rimendatore). |
| 1er septembre 1381-31 octobre 1381 | Giovanni di Niccolò                                      | Pr. du q. San Giovanni. Teinturier (tintore).                                    |
| 1er septembre 1381-31 octobre 1381 | Maestro Giovanni di Giuntino                             | Pr. du q. San Giovanni.                                                          |
| 1er novembre 1381-31 décembre 1381 | Mess. Guido di Giovanni Machiavelli                      | Gonf. issu du q. San Spirito. Chevalier.                                         |
| 1er novembre 1381-31 décembre 1381 | Michele di Ridolfo Tuoni (ou Michele Ridolfi)            | Pr. du q. San Spirito. Marchand (mercatante).                                    |
| 1er novembre 1381-31 décembre 1381 | Giusto di Tofano                                         | Pr. du q. San Spirito. Boulanger (fornaio).                                      |
| 1er novembre 1381-31 décembre 1381 | Domenico di Vanni Chiavaccini                            | Pr. du q. Santa Croce. Cardeur (cardiatore).                                     |
| 1er novembre 1381-31 décembre 1381 | Torello di Dino                                          | Pr. du q. Santa Croce. Drapier (lanaiolo).                                       |
| 1er novembre 1381-31 décembre 1381 | Manetto di Giovanni Davanzati                            | Pr. du q. Santa Maria Novella.                                                   |
| 1er novembre 1381-31 décembre 1381 | Piero di Gerino                                          | Pr. du q. Santa Maria Novella. Boucher (beccaio).                                |
| 1er novembre 1381-31 décembre 1381 | Tommaso di Marco                                         | Pr. du q. San Giovanni. Changeur de monnaie (cambiatore).                        |
| 1er novembre 1381-31 décembre 1381 | Maestro Gottolo del Buono (ou Giottolo di Bono)          | Pr. du q. San Giovanni.                                                          |

## 1382
| Période de gouvernement            | Gonfaloniers de Justice et Prieurs                                 | Notes                                                                             |
| ---------------------------------- | ------------------------------------------------------------------ | --------------------------------------------------------------------------------- |
| 1er janvier 1382-28 février 1382   | Antonio di Bese Busini                                             | Gonf. issu du q. Santa Croce. Teinturier (tintore).                               |
| 1er janvier 1382-28 février 1382   | Niccolò di Dietifece                                               | Pr. du q. San Spirito. Drapier (lanaiolo).                                        |
| 1er janvier 1382-28 février 1382   | Puccio di Filippo                                                  | Pr. du q. San Spirito. Négociant en vins (vinattiere).                            |
| 1er janvier 1382-28 février 1382   | Orlando di Gherardo                                                | Pr. du q. Santa Croce. Marchand (mercatante).                                     |
| 1er janvier 1382-28 février 1382   | Antonio di Martino                                                 | Pr. du q. Santa Croce. Boucher (beccaio).                                         |
| 1er janvier 1382-28 février 1382   | Leonardo di Bartolino Salimbeni                                    | Pr. du q. Santa Maria Novella. Changeur de monnaie (cambiatore).                  |
| 1er janvier 1382-28 février 1382   | Antonio di Giovanni                                                | Pr. du q. Santa Maria Novella. Chapelier (cappellaio).                            |
| 1er janvier 1382-28 février 1382   | Filippo di Ser Giovanni                                            | Pr. du q. San Giovanni. Marchand (mercatante) et/ou tisseur sur soie (setaiolo) ? |
| 1er janvier 1382-28 février 1382   | Giovanni di Salvi                                                  | Pr. du q. San Giovanni. Cordonnier (calzolaio).                                   |
| 1er mars 1382-30 avril 1382        | Mess. Rinaldo di Giannozzo Gianfigliazzi                           | Gonf. issu du q. Santa Maria Novella. Chevalier.                                  |
| 1er mars 1382-30 avril 1382        | Lotto di Ricco (ou Lotto di Riccio)                                | Pr. du q. San Spirito. Tisseur sur soie (setaiolo) ?                              |
| 1er mars 1382-30 avril 1382        | Falco di Baccio Falcucci                                           | Pr. du q. San Spirito. Boucher (beccaio).                                         |
| 1er mars 1382-30 avril 1382        | Bartolommeo di Giotto Peruzzi                                      | Pr. du q. Santa Croce.                                                            |
| 1er mars 1382-30 avril 1382        | Giovanni di Franceschino Pepi                                      | Pr. du q. Santa Croce.                                                            |
| 1er mars 1382-30 avril 1382        | Leone di Zanobi Acciaiuoli                                         | Pr. du q. Santa Maria Novella.                                                    |
| 1er mars 1382-30 avril 1382        | Luca di Vanni                                                      | Pr. du q. Santa Maria Novella. Cordonnier (calzolaio).                            |
| 1er mars 1382-30 avril 1382        | Branca di Stefano Scodellari                                       | Pr. du q. San Giovanni. Changeur de monnaie (cambiatore).                         |
| 1er mars 1382-30 avril 1382        | Bartolommeo di Dolfo del Bugliaffa                                 | Pr. du q. San Giovanni. Fabricant d'épées (spadaio) ?                             |
| 1er mai 1382-30 juin 1382          | Filippo di Barone Cappelli                                         | Gonf. issu du q. San Giovanni. Drapier (lanaiolo).                                |
| 1er mai 1382-30 juin 1382          | Leonardo di Geppo del Ricco Pitti                                  | Pr. du q. San Spirito.                                                            |
| 1er mai 1382-30 juin 1382          | Filippo di Bandino                                                 | Pr. du q. San Spirito. Artisan du cuir (coreggiaio).                              |
| 1er mai 1382-30 juin 1382          | Francesco di Niccolò Riccialbani                                   | Pr. du q. Santa Croce.                                                            |
| 1er mai 1382-30 juin 1382          | Maestro Jacopo di Piero di Guido                                   | Pr. du q. Santa Croce. Maître tailleur de pierre (maestro tagliapietre).          |
| 1er mai 1382-30 juin 1382          | Tommaso di Meglio Fagioli                                          | Pr. du q. Santa Maria Novella.                                                    |
| 1er mai 1382-30 juin 1382          | Giovanni di Berto di Fino Tosi (ou del Toso)                       | Pr. du q. Santa Maria Novella. Drapier (lanaiolo).                                |
| 1er mai 1382-30 juin 1382          | Filippo di Michele da Empoli                                       | Pr. du q. San Giovanni. Changeur de monnaie (cambiatore).                         |
| 1er mai 1382-30 juin 1382          | Nuccio di Matteo Solosmei (ou Tolosmei ?)                          | Pr. du q. San Giovanni. Fabricant de meubles (tavolacciaio).                      |
| 1er juillet 1382-31 août 1382      | Agnolo d'Uguccione Tigliamochi (ou Angelo, ou Angiolo Tigliamochi) | Gonf. issu du q. San Spirito.                                                     |
| 1er juillet 1382-31 août 1382      | Agostino Martini                                                   | Pr. du q. San Spirito. Drapier (lanaiolo).                                        |
| 1er juillet 1382-31 août 1382      | Giotto di Marone                                                   | Pr. du q. San Spirito. Tanneur (galigaio).                                        |
| 1er juillet 1382-31 août 1382      | Giovanni di Ser Ugo Orlandi                                        | Pr. du q. Santa Croce. Drapier (lanaiolo).                                        |
| 1er juillet 1382-31 août 1382      | Filippo di Baldino                                                 | Pr. du q. Santa Croce. Négociant en vins (vinattiere).                            |
| 1er juillet 1382-31 août 1382      | Rinieri di Giotto Fantoni                                          | Pr. du q. Santa Maria Novella.                                                    |
| 1er juillet 1382-31 août 1382      | Monte di Pugio                                                     | Pr. du q. Santa Maria Novella. Ferrailleur (ferravecchio) ?                       |
| 1er juillet 1382-31 août 1382      | Gentile di Vanni degli Albizzi                                     | Pr. du q. San Giovanni.                                                           |
| 1er juillet 1382-31 août 1382      | Marchionne di Geri Geri                                            | Pr. du q. San Giovanni. Drapier (lanaiolo).                                       |
| 1er septembre 1382-31 octobre 1382 | Mess. Cipriano di Duccio Alberti                                   | Gonf. issu du q. Santa Croce. Chevalier.                                          |
| 1er septembre 1382-31 octobre 1382 | Filippo d'Arrigo de'Magli                                          | Pr. du q. San Spirito.                                                            |
| 1er septembre 1382-31 octobre 1382 | Benozzo di Francesco d'Andrea del Grasso                           | Pr. du q. San Spirito.                                                            |
| 1er septembre 1382-31 octobre 1382 | Simone di Ser Pietro della Fioraia                                 | Pr. du q. Santa Croce.                                                            |
| 1er septembre 1382-31 octobre 1382 | Antonio di Lippo                                                   | Pr. du q. Santa Croce. Forgeron (manescalco).                                     |
| 1er septembre 1382-31 octobre 1382 | Caroccio di Caroccio                                               | Pr. du q. Santa Maria Novella. Apothicaire (speziale).                            |
| 1er septembre 1382-31 octobre 1382 | Paolo di Lorenzo                                                   | Pr. du q. Santa Maria Novella. Marchand de lin (linaiolo).                        |
| 1er septembre 1382-31 octobre 1382 | Matteo di Francesco d'Andrea                                       | Pr. du q. San Giovanni. Tisseur sur soie (setaiolo) ?                             |
| 1er septembre 1382-31 octobre 1382 | Paolo di Bartolo                                                   | Pr. du q. San Giovanni. Fripier (rigattiere).                                     |
| 1er novembre 1382-31 décembre 1382 | Francesco di Lapo Federighi                                        | Gonf. issu du q. Santa Maria Novella.                                             |
| 1er novembre 1382-31 décembre 1382 | Donato di Jacopo di Bono Strada                                    | Pr. du q. San Spirito.                                                            |
| 1er novembre 1382-31 décembre 1382 | Francesco di Donato                                                | Pr. du q. San Spirito. Fromager (pizzicagnolo).                                   |
| 1er novembre 1382-31 décembre 1382 | Filippo di Niccolò de'Giugni                                       | Pr. du q. Santa Croce.                                                            |
| 1er novembre 1382-31 décembre 1382 | Andrea di Ser Bartolommeo da Rignano                               | Pr. du q. Santa Croce. Drapier (lanaiolo).                                        |
| 1er novembre 1382-31 décembre 1382 | Giovanni di Berto Pucci (ou Ducci ?)                               | Pr. du q. Santa Maria Novella. Apothicaire (speziale).                            |
| 1er novembre 1382-31 décembre 1382 | Bartolommeo di Zanobi                                              | Pr. du q. Santa Maria Novella. Fripier (rigattiere).                              |
| 1er novembre 1382-31 décembre 1382 | Jacopo di Piero                                                    | Pr. du q. San Giovanni. Sellier (sellaio).                                        |
| 1er novembre 1382-31 décembre 1382 | Antonio di Niccolò                                                 | Pr. du q. San Giovanni. Marchand de blé (biadaiolo).                              |

## 1383
| Période de gouvernement            | Gonfaloniers de Justice et Prieurs                          | Notes                                                                         |
| ---------------------------------- | ----------------------------------------------------------- | ----------------------------------------------------------------------------- |
| 1er janvier 1383-28 février 1383   | Migliore di Vieri Guadagni                                  | Gonf. issu du q. San Giovanni.                                                |
| 1er janvier 1383-28 février 1383   | Lorenzo di Giovannetto Zampalochi (ou Zampaloca)            | Pr. du q. San Spirito.                                                        |
| 1er janvier 1383-28 février 1383   | Maestro Filippo di Ventura del Nero                         | Pr. du q. San Spirito.                                                        |
| 1er janvier 1383-28 février 1383   | Pierozzo di Piero Peri                                      | Pr. du q. Santa Croce. Drapier (lanaiolo).                                    |
| 1er janvier 1383-28 février 1383   | Silvestro di Buoso Compiobbesi                              | Pr. du q. Santa Croce. Boulanger (fornaciaio).                                |
| 1er janvier 1383-28 février 1383   | Naldo di Ser Stefano Casciani                               | Pr. du q. Santa Maria Novella.                                                |
| 1er janvier 1383-28 février 1383   | Tommaso di Ser Manetto                                      | Pr. du q. Santa Maria Novella. Apothicaire (speziale).                        |
| 1er janvier 1383-28 février 1383   | Lorenzo di Martino Cambi                                    | Pr. du q. San Giovanni. (speziale).                                           |
| 1er janvier 1383-28 février 1383   | Cenni di Marco                                              | Pr. du q. San Giovanni. Hôtelier (albergatore).                               |
| 1er mars 1383-30 avril 1383        | Ubaldo di Fetto Ubertini                                    | Gonf.issu du q. San Spirito. Marchand (mercatante).                           |
| 1er mars 1383-30 avril 1383        | Teduccio d'Andrea Bellotti (ou Feduccio Bellotti)           | Pr. du q. San Spirito.                                                        |
| 1er mars 1383-30 avril 1383        | Giovanni di Ghino Lippi                                     | Pr. du q. San Spirito. Armurier (corazzaio).                                  |
| 1er mars 1383-30 avril 1383        | Luca di Mess. Forese Salviati                               | Pr. du q. Santa Croce.                                                        |
| 1er mars 1383-30 avril 1383        | Andrea di Boccio (ou Andrea di Baccio)                      | Pr. du q. Santa Croce. Boulanger (fornaio).                                   |
| 1er mars 1383-30 avril 1383        | Vieri di Sandro di Vieri Altoviti                           | Pr. du q. Santa Maria Novella.                                                |
| 1er mars 1383-30 avril 1383        | Jacopo del Ricco                                            | Pr. du q. Santa Maria Novella. Serrurier, fabricant de serrures (chiavaiolo). |
| 1er mars 1383-30 avril 1383        | Giovanni di Mancino Sostegni                                | Pr. du q. San Giovanni.                                                       |
| 1er mars 1383-30 avril 1383        | Luca di Giovanni del Pecchia                                | Pr. du q. San Giovanni. Mercier (merciaio).                                   |
| 1er mai 1383-30 juin 1383          | Niccolò di Nastagio Bucelli                                 | Gonf. issu du q. Santa Croce.                                                 |
| 1er mai 1383-30 juin 1383          | Bartolommeo di Micuccio                                     | Pr. du q. San Spirito. Drapier (lanaiolo).                                    |
| 1er mai 1383-30 juin 1383          | Lodovico di Bono Rinucci                                    | Pr. du q. San Spirito. Mercier (merciaio).                                    |
| 1er mai 1383-30 juin 1383          | Zanobi di Taddeo Borghini                                   | Pr. du q. Santa Croce. Drapier (lanaiolo).                                    |
| 1er mai 1383-30 juin 1383          | Maestro Bartolommeo di Dino                                 | Pr. du q. Santa Croce. Menuisier (legnaiolo).                                 |
| 1er mai 1383-30 juin 1383          | Giorgio di Guccio di Dino Gucci                             | Pr. du q. Santa Maria Novella. Drapier (lanaiolo).                            |
| 1er mai 1383-30 juin 1383          | Maestro Cambiozzo di Batino                                 | Pr. du q. Santa Maria Novella.                                                |
| 1er mai 1383-30 juin 1383          | Simone di Ser Matteo Biffoli                                | Pr. du q. San Giovanni.                                                       |
| 1er mai 1383-30 juin 1383          | Paolo di Fenci                                              | Pr. du q. San Giovanni. Boucher (beccaio).                                    |
| 1er juillet 1383-31 août 1383      | Piero di Lippo Aldobrandini                                 | Gonf. issu du q. Santa Croce.                                                 |
| 1er juillet 1383-31 août 1383      | Paolo di Ser Guido                                          | Pr. du q. San Spirito. Vendeur de tissu (cimatore).                           |
| 1er juillet 1383-31 août 1383      | Giovanni di Betto                                           | Pr. du q. San Spirito. Forgeron (manescalco).                                 |
| 1er juillet 1383-31 août 1383      | Mariotto di Simone Orlandini                                | Pr. du q. Santa Croce. Drapier (lanaiolo).                                    |
| 1er juillet 1383-31 août 1383      | Bartolo di Cece                                             | Pr. du q. Santa Croce. Drapier (lanaiolo).                                    |
| 1er juillet 1383-31 août 1383      | Alessandro di Ser Lamberto del Nero Cambi                   | Pr. du q. Santa Maria Novella.                                                |
| 1er juillet 1383-31 août 1383      | Matteo di Pacino                                            | Pr. du q. Santa Maria Novella. Menuisier (legnaiolo).                         |
| 1er juillet 1383-31 août 1383      | Cristofano di Giovanni Benivieni                            | Pr. du q. San Giovanni. Apothicaire (speziale).                               |
| 1er juillet 1383-31 août 1383      | Niccolò di Giovanni Neri                                    | Pr. du q. San Giovanni. Artisan du cuir (coreggiaio).                         |
| 1er septembre 1383-31 octobre 1383 | Mess. Francesco Bruni                                       | Gonf. issu du q. San Giovanni.                                                |
| 1er septembre 1383-31 octobre 1383 | Bartolommeo di Tommaso di Piero Parigi Corbinelli           | Pr. du q. San Spirito.                                                        |
| 1er septembre 1383-31 octobre 1383 | Giovanni di Tingo                                           | Pr. du q. San Spirito. Cordonnier (calzolaio).                                |
| 1er septembre 1383-31 octobre 1383 | Ser Niccolò di Ser Piero di Guccio Sirigatti Niccolini      | Pr. du q. Santa Croce. Drapier (lanaiolo).                                    |
| 1er septembre 1383-31 octobre 1383 | Bartolo Sanguigni                                           | Pr. du q. Santa Croce. Cordonnier (calzolaio).                                |
| 1er septembre 1383-31 octobre 1383 | Mess. Tommaso di Mess. Marco de'Marchi                      | Pr. du q. Santa Maria Novella.                                                |
| 1er septembre 1383-31 octobre 1383 | Giovanni di Bartolo Manovelli                               | Pr. du q. Santa Maria Novella. Exploitant d'entrepôts (fondaco) ?             |
| 1er septembre 1383-31 octobre 1383 | Giovanni di Cambio de'Medici                                | Pr. du q. San Giovanni.                                                       |
| 1er septembre 1383-31 octobre 1383 | Giovanni di Ristoro Niccoli                                 | Pr. du q. San Giovanni. Marchand de lin (linaiolo).                           |
| 1er novembre 1383-31 décembre 1383 | Giovannozzo di Francesco Biliotti (ou Giannozzo Biliotti)   | Gonf. issu du q. San Spirito.                                                 |
| 1er novembre 1383-31 décembre 1383 | Lorenzo di Filippo Machiavelli                              | Pr. du q. San Spirito.                                                        |
| 1er novembre 1383-31 décembre 1383 | Matteo di Geri                                              | Pr. du q. San Spirito. Boulanger (fornaciaio).                                |
| 1er novembre 1383-31 décembre 1383 | Ser Lorenzo di Guinizzello Fracassini                       | Pr. du q. Santa Croce.                                                        |
| 1er novembre 1383-31 décembre 1383 | Andrea di Vanni Tosi (ou del Toso)                          | Pr. du q. Santa Croce. Artisan du cuir (coreggiaio).                          |
| 1er novembre 1383-31 décembre 1383 | Bonaccorso Berardi                                          | Pr. du q. Santa Maria Novella. Tisseur sur soie (setaiolo) ?                  |
| 1er novembre 1383-31 décembre 1383 | Giovanni di Luca                                            | Pr. du q. Santa Maria Novella. Tanneur (galigaio).                            |
| 1er novembre 1383-31 décembre 1383 | Ghino di Simone Ristori                                     | Pr. du q. San Giovanni.                                                       |
| 1er novembre 1383-31 décembre 1383 | Tommaso di Berardo Viviani (ou Tommaso di Bernardo Viviani) | Pr. du q. San Giovanni.                                                       |

## 1384
| Période de gouvernement            | Gonfaloniers de Justice et Prieurs                     | Notes                                                             |
| ---------------------------------- | ------------------------------------------------------ | ----------------------------------------------------------------- |
| 1er janvier 1384-29 février 1384   | Filippo di Cionetto de'Bastari                         | Gonf. issu du q. Santa Croce.                                     |
| 1er janvier 1384-29 février 1384   | Simone di Renzo Simoni                                 | Pr. du q. San Spirito. Drapier (lanaiolo).                        |
| 1er janvier 1384-29 février 1384   | Simone di Filippo Capponi                              | Pr. du q. San Spirito.                                            |
| 1er janvier 1384-29 février 1384   | Silvestro di Michele Nardi                             | Pr. du q. Santa Croce. Mercier (merciaio).                        |
| 1er janvier 1384-29 février 1384   | Giunta di Bartolo                                      | Pr. du q. Santa Croce. Boulanger (fornaio).                       |
| 1er janvier 1384-29 février 1384   | Giuliano di Rinieri del Forese (ou Foresi)             | Pr. du q. Santa Maria Novella.                                    |
| 1er janvier 1384-29 février 1384   | Niccolò di Giovanni                                    | Pr. du q. Santa Maria Novella. Cordonnier (calzolaio).            |
| 1er janvier 1384-29 février 1384   | Niccolò di Mess. Lottieri da Filicaia                  | Pr. du q. San Giovanni.                                           |
| 1er janvier 1384-29 février 1384   | Maestro Lorenzo di Filippo                             | Pr. du q. San Giovanni.                                           |
| 1er mars 1384-30 avril 1384        | Gagliardo di Neri Bonciani                             | Gonf. issu du q. Santa Maria Novella.                             |
| 1er mars 1384-30 avril 1384        | Giuliano di Cola di Nerino                             | Pr. du q. San Spirito. Marchand.                                  |
| 1er mars 1384-30 avril 1384        | Bartolo di Betto                                       | Pr. du q. San Spirito. Fabricant de lunettes (bicchieraio).       |
| 1er mars 1384-30 avril 1384        | Mess. Antonio di Mess. Niccolò Alberti                 | Pr. du q. Santa Croce.                                            |
| 1er mars 1384-30 avril 1384        | Jacopo di Ser Zello                                    | Pr. du q. Santa Croce. Orfèvre (orafo).                           |
| 1er mars 1384-30 avril 1384        | Leonardo di Mess. Giovanni Strozzi                     | Pr. du q. Santa Maria Novella.                                    |
| 1er mars 1384-30 avril 1384        | Francesco d'Agnolo                                     | Pr. du q. Santa Maria Novella. Tisserand (pezzaio).               |
| 1er mars 1384-30 avril 1384        | Francesco di Benci Sacchetti (ou Franco Sacchetti)     | Pr. du q. San Giovanni.                                           |
| 1er mars 1384-30 avril 1384        | Biagio di Guarduccio (ou Biagio di Carduccio)          | Pr. du q. San Giovanni. Hôtelier (albergatore).                   |
| 1er mai 1384-30 juin 1384          | Matteo di Chele Pagnini                                | Gonf. issu du q. San Giovanni. Drapier (lanaiolo).                |
| 1er mai 1384-30 juin 1384          | Jacopo dell'Accerrito                                  | Pr. du q. San Spirito. Drapier (lanaiolo).                        |
| 1er mai 1384-30 juin 1384          | Lorenzo d'Angelo (ou Lorenzo d'Agnolo)                 | Pr. du q. San Spirito. Forgeron (manescalco).                     |
| 1er mai 1384-30 juin 1384          | Giorgio di Leone di Simone Lioni                       | Pr. du q. Santa Croce.                                            |
| 1er mai 1384-30 juin 1384          | Andrea di Dello                                        | Pr. du q. Santa Croce. Fabricant de lunettes (bicchieraio).       |
| 1er mai 1384-30 juin 1384          | Vanni di Jacopo Vecchietti                             | Pr. du q. Santa Maria Novella.                                    |
| 1er mai 1384-30 juin 1384          | Collino di Giorgio di Collino Grandoni                 | Pr. du q. Santa Maria Novella.                                    |
| 1er mai 1384-30 juin 1384          | Giovanni di Pagno                                      | Pr. du q. San Giovanni. Drapier (lanaiolo).                       |
| 1er mai 1384-30 juin 1384          | Matteo di Nutino                                       | Pr. du q. San Giovanni. Cordonnier (calzolaio).                   |
| 1er juillet 1384-31 août 1384      | Chiaro di Francesco da Casavecchia                     | Gonf. issu du q. San Spirito. Tisseur sur soie (setaiolo) ?       |
| 1er juillet 1384-31 août 1384      | Bernardo di Jacopo Paganelli                           | Pr. du q. San Spirito. Drapier (lanaiolo).                        |
| 1er juillet 1384-31 août 1384      | Rosso di Piero del Rosso                               | Pr. du q. San Spirito. Boulanger (fornaciaio).                    |
| 1er juillet 1384-31 août 1384      | Niccolò di Mess. Niccolò                               | Pr. du q. Santa Croce. Drapier (lanaiolo).                        |
| 1er juillet 1384-31 août 1384      | Jacopo di Zanobi, dit Giglio                           | Pr. du q. Santa Croce. Marchand de blé (biadaiolo).               |
| 1er juillet 1384-31 août 1384      | Domenico di Giovanni di Maso Manovelli                 | Pr. du q. Santa Maria Novella. Exploitant d'entrepôts (fondaco) ? |
| 1er juillet 1384-31 août 1384      | Maestro Lapo Martini                                   | Pr. du q. Santa Maria Novella.                                    |
| 1er juillet 1384-31 août 1384      | Terrino di Giovanni Manovelli                          | Pr. du q. San Giovanni.                                           |
| 1er juillet 1384-31 août 1384      | Jacopo del Rosso                                       | Pr. du q. San Giovanni. Fourreur (pellicciaio).                   |
| 1er septembre 1384-31 octobre 1384 | Giovanni di Niccolò Riccialbani                        | Gonf. issu du q. Santa Croce.                                     |
| 1er septembre 1384-31 octobre 1384 | Niccolò di Niccolò di Gherardino Gianni                | Pr. du q. San Spirito.                                            |
| 1er septembre 1384-31 octobre 1384 | Bonaiuto di Taddeo Aglioni                             | Pr. du q. San Spirito.                                            |
| 1er septembre 1384-31 octobre 1384 | Angelo di Tinaccio Compiobbesi (ou Agnolo Compiobbesi) | Pr. du q. Santa Croce.                                            |
| 1er septembre 1384-31 octobre 1384 | Rosso di Piero                                         | Pr. du q. Santa Croce. Tanneur (galigaio).                        |
| 1er septembre 1384-31 octobre 1384 | Giovanni di Giovanni di Lippo Aldobrandini             | Pr. du q. Santa Maria Novella.                                    |
| 1er septembre 1384-31 octobre 1384 | Giovanni di Ser Dato                                   | Pr. du q. Santa Maria Novella. Forgeron (manescalco).             |
| 1er septembre 1384-31 octobre 1384 | Andrea di Franceschino degli Albizzi                   | Pr. du q. San Giovanni.                                           |
| 1er septembre 1384-31 octobre 1384 | Francesco di Michele, dit Becco                        | Pr. du q. San Giovanni. Forgeron (fabbro).                        |
| 1er novembre 1384-31 décembre 1384 | Jacopo d'Ubaldino Ardinghelli                          | Gonf. issu du q. Santa Maria Novella.                             |
| 1er novembre 1384-31 décembre 1384 | Bene d'Albizzino                                       | Pr. du q. San Spirito. Apothicaire (speziale).                    |
| 1er novembre 1384-31 décembre 1384 | Agnolo di Banchino                                     | Pr. du q. San Spirito. Fromager (pizzicagnolo).                   |
| 1er novembre 1384-31 décembre 1384 | Vanni di Niccolò Ricoveri                              | Pr. du q. Santa Croce.                                            |
| 1er novembre 1384-31 décembre 1384 | Bartolommeo di Francesco Bisarnesi                     | Pr. du q. Santa Croce.                                            |
| 1er novembre 1384-31 décembre 1384 | Gherardo di Rosso Gianfigliazzi                        | Pr. du q. Santa Maria Novella.                                    |
| 1er novembre 1384-31 décembre 1384 | Maestro Giovanni di Fetto                              | Pr. du q. Santa Maria Novella.                                    |
| 1er novembre 1384-31 décembre 1384 | Fantino di Giovanni d'Albizzo de'Medici                | Pr. du q. San Giovanni.                                           |
| 1er novembre 1384-31 décembre 1384 | Bonaiuto di Lando                                      | Pr. du q. San Giovanni. Fabricant de meubles (cassetaio).         |

## 1385
| Période de gouvernement            | Gonfaloniers de Justice et Prieurs                                  | Notes                                                                            |
| ---------------------------------- | ------------------------------------------------------------------- | -------------------------------------------------------------------------------- |
| 1er janvier 1385-28 février 1385   | Domenico di Guido del Pecora (ou Pecori)                            | Gonf. issu du q. San Giovanni.                                                   |
| 1er janvier 1385-28 février 1385   | Jacopo di Micuccio                                                  | Pr. du q. San Spirito. Drapier (lanaiolo).                                       |
| 1er janvier 1385-28 février 1385   | Francesco di Pasquino                                               | Pr. du q. San Spirito. Fripier (rigattiere).                                     |
| 1er janvier 1385-28 février 1385   | Duccio Mellini                                                      | Pr. du q. Santa Croce. Changeur de monnaie (cambiatore).                         |
| 1er janvier 1385-28 février 1385   | Paolo d'Ambruogio                                                   | Pr. du q. Santa Croce. Artisan du cuir (coreggiaio).                             |
| 1er janvier 1385-28 février 1385   | Donato d'Albizzo Acciaiuoli                                         | Pr. du q. Santa Maria Novella.                                                   |
| 1er janvier 1385-28 février 1385   | Giovanni di Bertoldo                                                | Pr. du q. Santa Maria Novella. Apothicaire (speziale).                           |
| 1er janvier 1385-28 février 1385   | Leonardo di Teo                                                     | Pr. du q. San Giovanni. Armurier (corazzaio).                                    |
| 1er janvier 1385-28 février 1385   | Francesco di Ser Piglialarme                                        | Pr. du q. San Giovanni. Apothicaire (speziale).                                  |
| 1er mars 1385-30 avril 1385        | Simone di Giorgio Baroni                                            | Gonf. issu du q. San Spirito.                                                    |
| 1er mars 1385-30 avril 1385        | Ridolfo di Jacopo Ridolfi                                           | Pr. du q. San Spirito.                                                           |
| 1er mars 1385-30 avril 1385        | Bonino di Jacopo                                                    | Pr. du q. San Spirito. Forgeron (fabbro).                                        |
| 1er mars 1385-30 avril 1385        | Lapo di Francesco Corsi                                             | Pr. du q. Santa Croce. Drapier (lanaiolo).                                       |
| 1er mars 1385-30 avril 1385        | Gherardo di Giovanni                                                | Pr. du q. Santa Croce. Cordonnier (calzolaio).                                   |
| 1er mars 1385-30 avril 1385        | Giovanni di Filippo Carducci                                        | Pr. du q. Santa Maria Novella. Marchand de tissu au détail (ritagliatore).       |
| 1er mars 1385-30 avril 1385        | Matteo di Benozzo da Covigliana (ou da Sovigliana)                  | Pr. du q. Santa Maria Novella. Négociant en vins (vinattiere).                   |
| 1er mars 1385-30 avril 1385        | Alessandro di Daniello Arrigucci                                    | Pr. du q. San Giovanni. Drapier (lanaiolo).                                      |
| 1er mars 1385-30 avril 1385        | Benvenuto di Piero Nuti                                             | Pr. du q. San Giovanni. Tisseur sur soie (setaiolo) ?                            |
| 1er mai 1385-30 juin 1385          | Giovanni di Piero di Bartolino Baroncelli                           | Gonf. issu du q. Santa Croce.                                                    |
| 1er mai 1385-30 juin 1385          | Angelo di Neri Vettori (ou Agnolo Vettori)                          | Pr. du q. San Spirito.                                                           |
| 1er mai 1385-30 juin 1385          | Gherardo di Piero Boverelli                                         | Pr. du q. San Spirito. Drapier (lanaiolo).                                       |
| 1er mai 1385-30 juin 1385          | Jacopo di Matteo, dit Ciacco                                        | Pr. du q. Santa Croce. Drapier (lanaiolo).                                       |
| 1er mai 1385-30 juin 1385          | Vanni Mannucci                                                      | Pr. du q. Santa Croce. Tanneur (galigaio).                                       |
| 1er mai 1385-30 juin 1385          | Matteo Latini                                                       | Pr. du q. Santa Maria Novella. Drapier (lanaiolo).                               |
| 1er mai 1385-30 juin 1385          | Branca d'Amerigo                                                    | Pr. du q. Santa Maria Novella. Tisserand (pezzaio).                              |
| 1er mai 1385-30 juin 1385          | Jacopone di Jacopo Gherardini                                       | Pr. du q. San Giovanni.                                                          |
| 1er mai 1385-30 juin 1385          | Giovanni Dietaiuti                                                  | Pr. du q. San Giovanni. Fabricant de brides pour chevaux (brigliaio).            |
| 1er juillet 1385-31 août 1385      | Noferi di Palla Strozzi (ou Nofri Strozzi)                          | Gonf. issu du q. Santa Maria Novella.                                            |
| 1er juillet 1385-31 août 1385      | Biagio di Bernabuccio Mazzocchi                                     | Pr. du q. San Spirito.                                                           |
| 1er juillet 1385-31 août 1385      | Brunetto di Prese da Verrazzano                                     | Pr. du q. San Spirito. Négociant en vins (vinattiere).                           |
| 1er juillet 1385-31 août 1385      | Baldo di Mariotto di Simone Orlandini                               | Pr. du q. Santa Croce.                                                           |
| 1er juillet 1385-31 août 1385      | Matteo di Bartolo Casini                                            | Pr. du q. Santa Croce.                                                           |
| 1er juillet 1385-31 août 1385      | Biondo d'Ambruogio Meringhi                                         | Pr. du q. Santa Maria Novella.                                                   |
| 1er juillet 1385-31 août 1385      | Bartolo di Cambino                                                  | Pr. du q. Santa Maria Novella. Tisserand (pezzaio).                              |
| 1er juillet 1385-31 août 1385      | Cristiano del Migliore                                              | Pr. du q. San Giovanni. Tisseur sur soie (setaiolo) ?                            |
| 1er juillet 1385-31 août 1385      | Francesco di Giovanni Tini                                          | Pr. du q. San Giovanni. Fabricant de lunettes (bicchieraio).                     |
| 1er septembre 1385-31 octobre 1385 | Francesco di Neri Fioravanti                                        | Gonf. issu du q. San Giovanni.                                                   |
| 1er septembre 1385-31 octobre 1385 | Agostino di Francesco di Ser Giovanni Martini                       | Pr. du q. San Spirito.                                                           |
| 1er septembre 1385-31 octobre 1385 | Giusto di Tofano                                                    | Pr. du q. San Spirito. Boulanger (fornaio).                                      |
| 1er septembre 1385-31 octobre 1385 | Francesco di Vanni                                                  | Pr. du q. Santa Croce. Orfèvre (orafo).                                          |
| 1er septembre 1385-31 octobre 1385 | Andrea Ciampelli                                                    | Pr. du q. Santa Croce. Serrurier, fabricant de serrures (chiavaiolo).            |
| 1er septembre 1385-31 octobre 1385 | Simone di Mess. Bindo Altoviti                                      | Pr. du q. Santa Maria Novella.                                                   |
| 1er septembre 1385-31 octobre 1385 | Bartolommeo di Leonardo Bartolini Salimbeni                         | Pr. du q. Santa Maria Novella. Changeur de monnaie (cambiatore).                 |
| 1er septembre 1385-31 octobre 1385 | Chiarissimo di Meo Cionacci                                         | Pr. du q. San Giovanni.                                                          |
| 1er septembre 1385-31 octobre 1385 | Piero di Piero                                                      | Pr. du q. San Giovanni. Chaudronnier (calderaio).                                |
| 1er novembre 1385-31 décembre 1385 | Mess. Tommaso di Guccio Soderini                                    | Gonf. issu du q. San Spirito. Chevalier.                                         |
| 1er novembre 1385-31 décembre 1385 | Antonio di Marignano Sassolini                                      | Pr. du q. San Spirito.                                                           |
| 1er novembre 1385-31 décembre 1385 | Jacopo di Michele Giachi                                            | Pr. du q. San Spirito. Serrurier, fabricant de serrures (chiavaiolo).            |
| 1er novembre 1385-31 décembre 1385 | Nastagio di Benincasa della Camera                                  | Pr. du q. Santa Croce.                                                           |
| 1er novembre 1385-31 décembre 1385 | Zanobi di Bruno                                                     | Pr. du q. Santa Croce. Fabricant de lunettes (bicchieraio). Mort en charge.      |
| 1er novembre 1385-31 décembre 1385 | Lorenzo di Bernardo                                                 | Pr. du q. Santa Croce. Hôtelier (albergatore). Élu en remplacement du précédent. |
| 1er novembre 1385-31 décembre 1385 | Manetto di Ser Piero Pucci                                          | Pr. du q. Santa Maria Novella. Apothicaire (speziale).                           |
| 1er novembre 1385-31 décembre 1385 | Bieco di Teghia (ou Bieco di Teghiaio)                              | Pr. du q. Santa Maria Novella. Marchand de lin (linaiolo).                       |
| 1er novembre 1385-31 décembre 1385 | Antonio d'Angelo di Vanni del Canto (ou Antonio d'Agnolo del Canto) | Pr. du q. San Giovanni.                                                          |
| 1er novembre 1385-31 décembre 1385 | Andrea di Piero di Filippo degli Albizzi                            | Pr. du q. San Giovanni.                                                          |

## 1386
| Période de gouvernement            | Gonfaloniers de Justice et Prieurs              | Notes                                                                      |
| ---------------------------------- | ----------------------------------------------- | -------------------------------------------------------------------------- |
| 1er janvier 1386-28 février 1386   | Mess. Lotto di Vanni Castellani                 | Gonf. issu du q. Santa Croce. Chevalier.                                   |
| 1er janvier 1386-28 février 1386   | Stefano di Giovanni di Ser Segna                | Pr. du q. San Spirito.                                                     |
| 1er janvier 1386-28 février 1386   | Bindaccio d'Antonio Benizzi                     | Pr. du q. San Spirito.                                                     |
| 1er janvier 1386-28 février 1386   | Giovanni di Bondo del Caccia                    | Pr. du q. Santa Croce. Drapier (lanaiolo).                                 |
| 1er janvier 1386-28 février 1386   | Girardo di Lippo (ou Gherardo di Lippo)         | Pr. du q. Santa Croce. Marchand de chaussures (pianellaio).                |
| 1er janvier 1386-28 février 1386   | Testa di Jacopo Girolami                        | Pr. du q. Santa Maria Novella. Drapier (lanaiolo).                         |
| 1er janvier 1386-28 février 1386   | Simone d'Arrigo                                 | Pr. du q. Santa Maria Novella. Fabricant d'aiguilles (agoraio) ?           |
| 1er janvier 1386-28 février 1386   | Niccolò d'Andrea di Neri di Lippo (ou Lippi)    | Pr. du q. San Giovanni.                                                    |
| 1er janvier 1386-28 février 1386   | Giovanni di Rota                                | Pr. du q. San Giovanni. Boulanger (fornaio).                               |
| 1er mars 1386-30 avril 1386        | Davanzato di Giovanni Davanzati                 | Gonf. issu du q. Santa Maria Novella.                                      |
| 1er mars 1386-30 avril 1386        | Giusto di Coverello                             | Pr. du q. San Spirito. Marchand de tissu au détail (ritagliatore).         |
| 1er mars 1386-30 avril 1386        | Michele di Salvi                                | Pr. du q. San Spirito. Artisan du cuir (coreggiaio).                       |
| 1er mars 1386-30 avril 1386        | Stefano di Michele (ou Stefano di Migliore)     | Pr. du q. Santa Croce. Fabricant de sacs (borsaio).                        |
| 1er mars 1386-30 avril 1386        | Giovanni di Francesco Bucelli                   | Pr. du q. Santa Croce.                                                     |
| 1er mars 1386-30 avril 1386        | Tommaso di Guccio di Dino Gucci                 | Pr. du q. Santa Maria Novella.                                             |
| 1er mars 1386-30 avril 1386        | Francesco di Pasquino Pasquini                  | Pr. du q. Santa Maria Novella. Hôtelier (albergatore).                     |
| 1er mars 1386-30 avril 1386        | Zanobi di Giovanni Marignolli                   | Pr. du q. San Giovanni.                                                    |
| 1er mars 1386-30 avril 1386        | Lodovico d'Andrea                               | Pr. du q. San Giovanni. Fromager (pizzicagnolo).                           |
| 1er mai 1386-30 juin 1386          | Mess. Biagio di Bonaccio Guasconi               | Gonf. issu du q. San Giovanni.                                             |
| 1er mai 1386-30 juin 1386          | Betto di Geri                                   | Pr. du q. San Spirito. Orfèvre (orafo).                                    |
| 1er mai 1386-30 juin 1386          | Matteo di Cecco                                 | Pr. du q. San Spirito. Boucher (beccaio).                                  |
| 1er mai 1386-30 juin 1386          | Domenico di Matteo Bentaccordi                  | Pr. du q. Santa Croce. Drapier (lanaiolo).                                 |
| 1er mai 1386-30 juin 1386          | Domenico di Jacopo                              | Pr. du q. Santa Croce. Boucher (beccaio).                                  |
| 1er mai 1386-30 juin 1386          | Giovanni di Matteo di Ser Giovanni              | Pr. du q. Santa Maria Novella. Changeur de monnaie (cambiatore).           |
| 1er mai 1386-30 juin 1386          | Piero di Simone di Ser Giovanni Siminetti       | Pr. du q. Santa Maria Novella.                                             |
| 1er mai 1386-30 juin 1386          | Simone di Tommaso del Pecora (ou Pecori)        | Pr. du q. San Giovanni.                                                    |
| 1er mai 1386-30 juin 1386          | Salvi di Guglielmo                              | Pr. du q. San Giovanni. Boucher (beccaio).                                 |
| 1er juillet 1386-31 août 1386      | Mess. Guido di Giovanni Machiavelli             | Gonf. issu du q. San Spirito. Chevalier.                                   |
| 1er juillet 1386-31 août 1386      | Tommaso di Guido del Bianco Deti                | Pr. du q. San Spirito.                                                     |
| 1er juillet 1386-31 août 1386      | Michele Giachi                                  | Pr. du q. San Spirito. Forgeron (fabbro).                                  |
| 1er juillet 1386-31 août 1386      | Piero di Jacopo Baroncelli                      | Pr. du q. Santa Croce.                                                     |
| 1er juillet 1386-31 août 1386      | Niccolò di Cambio                               | Pr. du q. Santa Croce. Marchand de lin (linaiolo).                         |
| 1er juillet 1386-31 août 1386      | Giovanni di Lenzo                               | Pr. du q. Santa Maria Novella. Marchand de tissu au détail (ritagliatore). |
| 1er juillet 1386-31 août 1386      | Bernardo d'Andrea                               | Pr. du q. Santa Maria Novella. Armurier (corazzaio).                       |
| 1er juillet 1386-31 août 1386      | Nardo di Chele Pagnini                          | Pr. du q. San Giovanni.                                                    |
| 1er juillet 1386-31 août 1386      | Ser Benedetto di Ser Lando Fortini              | Pr. du q. San Giovanni.                                                    |
| 1er septembre 1386-31 octobre 1386 | Niccolò di Riccardo Fagni                       | Gonf. issu du q. Santa Croce.                                              |
| 1er septembre 1386-31 octobre 1386 | Mariotto di Lodovico di Bianco                  | Pr. du q. San Spirito. Tisseur sur soie (setaiolo) ?                       |
| 1er septembre 1386-31 octobre 1386 | Maffeo di Vanni                                 | Pr. du q. San Spirito. Écrivain public (pennaiolo).                        |
| 1er septembre 1386-31 octobre 1386 | Giovenco di Filippo de'Bastari                  | Pr. du q. Santa Croce.                                                     |
| 1er septembre 1386-31 octobre 1386 | Bartolo di Giovanni                             | Pr. du q. Santa Croce. Artisan du cuir (coreggiaio).                       |
| 1er septembre 1386-31 octobre 1386 | Fino di Taddeo di Fino Toli (ou Fini)           | Pr. du q. Santa Maria Novella.                                             |
| 1er septembre 1386-31 octobre 1386 | Simone di Federigo                              | Pr. du q. Santa Maria Novella. Fabricant de matelas (coltriciaio).         |
| 1er septembre 1386-31 octobre 1386 | Mariano di Calandro                             | Pr. du q. San Giovanni. Drapier (lanaiolo).                                |
| 1er septembre 1386-31 octobre 1386 | Goggio di Michele                               | Pr. du q. San Giovanni. Terrassier (lastraiolo).                           |
| 1er novembre 1386-31 décembre 1386 | Tommaso di Domenico Rucellai                    | Gonf. issu du q. Santa Maria Novella.                                      |
| 1er novembre 1386-31 décembre 1386 | Baldo di Niccolò Ridolfi                        | Pr. du q. San Spirito.                                                     |
| 1er novembre 1386-31 décembre 1386 | Michele Dietaiuti                               | Pr. du q. San Spirito. Boucher (beccaio).                                  |
| 1er novembre 1386-31 décembre 1386 | Angelo di Niccolò Ricoveri (ou Agnolo Ricoveri) | Pr. du q. Santa Croce.                                                     |
| 1er novembre 1386-31 décembre 1386 | Maestro Tommasino del Maestro Simone de'Marchi  | Pr. du q. Santa Croce. Médecin.                                            |
| 1er novembre 1386-31 décembre 1386 | Maestro Piero di Fiorentino                     | Pr. du q. Santa Maria Novella. Médecin.                                    |
| 1er novembre 1386-31 décembre 1386 | Maestro Sandro Macci                            | Pr. du q. Santa Maria Novella.                                             |
| 1er novembre 1386-31 décembre 1386 | Mess. Marco di Cenni di Marco (ou de'Marchi)    | Pr. du q. San Giovanni.                                                    |
| 1er novembre 1386-31 décembre 1386 | Bonaiuto di Ventura                             | Pr. du q. San Giovanni. Fripier (rigattiere).                              |

## 1387
| Période de gouvernement            | Gonfaloniers de Justice et Prieurs                              | Notes                                                                      |
| ---------------------------------- | --------------------------------------------------------------- | -------------------------------------------------------------------------- |
| 1er janvier 1387-28 février 1387   | Domenico di Bartolino Scodellari                                | Gonf. issu du q. San Giovanni. Changeur de monnaie (cambiatore).           |
| 1er janvier 1387-28 février 1387   | Bernardo di Piero Biliotti                                      | Pr. du q. San Spirito.                                                     |
| 1er janvier 1387-28 février 1387   | Michelozzo di Giunta                                            | Pr. du q. San Spirito. Artisan du cuir (coreggiaio).                       |
| 1er janvier 1387-28 février 1387   | Scolaio di Lapo Ciacchi                                         | Pr. du q. Santa Croce. Marchand de fourrure de vair (vaiaio) ?             |
| 1er janvier 1387-28 février 1387   | Domenico di Giovanni di Cenni                                   | Pr. du q. Santa Croce. Fabricant de ciseaux (forbiciaio).                  |
| 1er janvier 1387-28 février 1387   | Filippo del Maestro Filippo                                     | Pr. du q. Santa Maria Novella. Drapier (lanaiolo).                         |
| 1er janvier 1387-28 février 1387   | Pazzino di Luca Alberti                                         | Pr. du q. Santa Maria Novella.                                             |
| 1er janvier 1387-28 février 1387   | Barnaba d'Aldobrandino di Lapo Rinaldi                          | Pr. du q. San Giovanni.                                                    |
| 1er janvier 1387-28 février 1387   | Leonardo di Giovanni di Niccolò                                 | Pr. du q. San Giovanni. Marchand de lin (linaiolo).                        |
| 1er mars 1387-30 avril 1387        | Michele di Piuvichese Brancacci                                 | Gonf. issu du q. San Spirito.                                              |
| 1er mars 1387-30 avril 1387        | Francesco di Vanni Calici                                       | Pr. du q. San Spirito.                                                     |
| 1er mars 1387-30 avril 1387        | Manetto di Dato                                                 | Pr. du q. San Spirito. Négociant en vins (vinattiere).                     |
| 1er mars 1387-30 avril 1387        | Domenico di Vanni Chiavaccini                                   | Pr. du q. Santa Croce.                                                     |
| 1er mars 1387-30 avril 1387        | Ruggieri di Taddeo Carucci                                      | Pr. du q. Santa Croce. Drapier (pannaiolo).                                |
| 1er mars 1387-30 avril 1387        | Valorino di Barna Valorini                                      | Pr. du q. Santa Maria Novella.                                             |
| 1er mars 1387-30 avril 1387        | Piero di Lippo                                                  | Pr. du q. Santa Maria Novella. Fripier (rigattiere).                       |
| 1er mars 1387-30 avril 1387        | Alberto di Bonaccorso Alberti                                   | Pr. du q. San Giovanni. Drapier (lanaiolo).                                |
| 1er mars 1387-30 avril 1387        | Bernardo di Chiarissimo di Meo Cionacci                         | Pr. du q. San Giovanni.                                                    |
| 1er mai 1387-30 juin 1387          | Bardo di Tingo Mancini                                          | Gonf. issu du q. Santa Croce.                                              |
| 1er mai 1387-30 juin 1387          | Bartolommeo di Gheruccio Barbadori                              | Pr. du q. San Spirito.                                                     |
| 1er mai 1387-30 juin 1387          | Jacopo di Cingo Aldobrandini (ou Jacopo di Ghingo Aldobrandini) | Pr. du q. San Spirito.                                                     |
| 1er mai 1387-30 juin 1387          | Aldobrando di Cino                                              | Pr. du q. Santa Croce. Mercier (merciaio).                                 |
| 1er mai 1387-30 juin 1387          | Silvestro di Niccolò di Salvi del Cica                          | Pr. du q. Santa Croce. Négociant en vins (vinattiere).                     |
| 1er mai 1387-30 juin 1387          | Filippo di Cittadino                                            | Pr. du q. Santa Maria Novella. Orfèvre (orafo).                            |
| 1er mai 1387-30 juin 1387          | Ugolino di Bartolello                                           | Pr. du q. Santa Maria Novella. Coutelier (coltellinaio).                   |
| 1er mai 1387-30 juin 1387          | Raimondo Martelli                                               | Pr. du q. San Giovanni.                                                    |
| 1er mai 1387-30 juin 1387          | Manetto di Contro (ou Manente di Contro)                        | Pr. du q. San Giovanni. Chaudronnier (calderaio).                          |
| 1er juillet 1387-31 août 1387      | Andrea di Niccolò di Berto Minerbetti                           | Gonf. issu du q. Santa Maria Novella.                                      |
| 1er juillet 1387-31 août 1387      | Bartolo di Schiatta Ridolfi                                     | Pr. du q. San Spirito.                                                     |
| 1er juillet 1387-31 août 1387      | Jacopo di Piero Bini                                            | Pr. du q. San Spirito. Marchand (mercatante).                              |
| 1er juillet 1387-31 août 1387      | Leonardo di Berto                                               | Pr. du q. Santa Croce. Apothicaire (speziale).                             |
| 1er juillet 1387-31 août 1387      | Niccolò di Rinieri Peruzzi                                      | Pr. du q. Santa Croce.                                                     |
| 1er juillet 1387-31 août 1387      | Piero di Bartolommeo                                            | Pr. du q. Santa Maria Novella. Cordonnier (calzolaio).                     |
| 1er juillet 1387-31 août 1387      | Matteo di Tommaso Guarenti                                      | Pr. du q. Santa Maria Novella. Menuisier (legnaiolo).                      |
| 1er juillet 1387-31 août 1387      | Giovanni d'Ugolino                                              | Pr. du q. San Giovanni. Tisseur sur soie (setaiolo) ?                      |
| 1er juillet 1387-31 août 1387      | Francesco di Daldo Cantini                                      | Pr. du q. San Giovanni. Changeur de monnaie (cambiatore).                  |
| 1er septembre 1387-31 octobre 1387 | Jacopo di Giovanni Gherardini                                   | Gonf. issu du q. San Giovanni.                                             |
| 1er septembre 1387-31 octobre 1387 | Barduccio di Cherichino (ou Bardoccio di Charichino)            | Pr. du q. San Spirito. Fabricant de tables (tavoliere).                    |
| 1er septembre 1387-31 octobre 1387 | Bonaccorso di Cappone Capponi                                   | Pr. du q. San Spirito.                                                     |
| 1er septembre 1387-31 octobre 1387 | Alberto di Lapo da Castiglionchio                               | Pr. du q. Santa Croce.                                                     |
| 1er septembre 1387-31 octobre 1387 | Giovanni di Betto Berlinghieri                                  | Pr. du q. Santa Croce. Marchand de tissu au détail (ritagliatore).         |
| 1er septembre 1387-31 octobre 1387 | Manetto di Giovanni Davanzati                                   | Pr. du q. Santa Maria Novella.                                             |
| 1er septembre 1387-31 octobre 1387 | Francesco di Giovanni della Lana                                | Pr. du q. Santa Maria Novella. Exploitant d'entrepôts (fondaco) ?          |
| 1er septembre 1387-31 octobre 1387 | Piero Migliorotti                                               | Pr. du q. San Giovanni. Forgeron (fabbro).                                 |
| 1er septembre 1387-31 octobre 1387 | Giotto di Lotto da Secciano                                     | Pr. du q. San Giovanni. Boucher (beccaio).                                 |
| 1er novembre 1387-31 décembre 1387 | Mess. Luigi di Mess. Piero Guicciardini                         | Gonf. issu du q. San Spirito. Chevalier.                                   |
| 1er novembre 1387-31 décembre 1387 | Corso d'Arrigo                                                  | Pr. du q. San Spirito. Cordonnier (calzolaio).                             |
| 1er novembre 1387-31 décembre 1387 | Cristofano di Francesco                                         | Pr. du q. San Spirito. Négociant en vins (vinattiere).                     |
| 1er novembre 1387-31 décembre 1387 | Cristofano di Salvi Salviati                                    | Pr. du q. Santa Croce.                                                     |
| 1er novembre 1387-31 décembre 1387 | Bernardo di Giovanni di Bartolo Morelli                         | Pr. du q. Santa Croce. Drapier (lanaiolo).                                 |
| 1er novembre 1387-31 décembre 1387 | Niccolò d'Andrea di Lippozzo Mangioni                           | Pr. du q. Santa Maria Novella.                                             |
| 1er novembre 1387-31 décembre 1387 | Manno di Signorino                                              | Pr. du q. Santa Maria Novella. Marchand de tissu au détail (ritagliatore). |
| 1er novembre 1387-31 décembre 1387 | Guglielmo d'Amerigo da Sommaia                                  | Pr. du q. San Giovanni.                                                    |
| 1er novembre 1387-31 décembre 1387 | Bernardo di Piero della Rena                                    | Pr. du q. San Giovanni.                                                    |

## 1388
| Période de gouvernement            | Gonfaloniers de Justice et Prieurs                               | Notes                                                               |
| ---------------------------------- | ---------------------------------------------------------------- | ------------------------------------------------------------------- |
| 1er janvier 1388-29 février 1388   | Mess. Vanni di Michele Castellani                                | Gonf. issu du q. Santa Croce. Chevalier.                            |
| 1er janvier 1388-29 février 1388   | Niccolò di Lorenzo, dit Gamba, Sassolini                         | Pr. du q. San Spirito.                                              |
| 1er janvier 1388-29 février 1388   | Guglielmo del Bugliaffa, dit Tocco (ou Cristofano del Bugliaffa) | Pr. du q. San Spirito. Drapier (lanaiolo).                          |
| 1er janvier 1388-29 février 1388   | Maestro Francesco di Duccio Scambrilla                           | Pr. du q. Santa Croce.                                              |
| 1er janvier 1388-29 février 1388   | Lorenzo del Bene                                                 | Pr. du q. Santa Croce. Boucher (beccaio).                           |
| 1er janvier 1388-29 février 1388   | Scolaio di Nepo Spini                                            | Pr. du q. Santa Maria Novella.                                      |
| 1er janvier 1388-29 février 1388   | Giovanni di Tignosino Bellandi                                   | Pr. du q. Santa Maria Novella.                                      |
| 1er janvier 1388-29 février 1388   | Niccolò di Jacopo Guasconi                                       | Pr. du q. San Giovanni.                                             |
| 1er janvier 1388-29 février 1388   | Giovanni di Filippo di Rinaldo Rondinelli                        | Pr. du q. San Giovanni. Drapier (lanaiolo).                         |
| 1er mars 1388-30 avril 1388        | Ugo di Domenico Vecchietti                                       | Gonf. issu du q. Santa Maria Novella.                               |
| 1er mars 1388-30 avril 1388        | Luigi di Giovanni da Quarata (ou Quaratesi)                      | Pr. du q. San Spirito.                                              |
| 1er mars 1388-30 avril 1388        | Cristofano di Donato Sannini                                     | Pr. du q. San Spirito. Drapier (lanaiolo).                          |
| 1er mars 1388-30 avril 1388        | Guerriante di Biligiardo Bagnesi                                 | Pr. du q. Santa Croce.                                              |
| 1er mars 1388-30 avril 1388        | Lorenzo di Spinello                                              | Pr. du q. Santa Croce. Marchand de fourrure de vair (vaiaio) ?      |
| 1er mars 1388-30 avril 1388        | Giovanni di Salvi Vespucci                                       | Pr. du q. Santa Maria Novella. Forgeron (ferraiolo) ?               |
| 1er mars 1388-30 avril 1388        | Filippo d'Azzino                                                 | Pr. du q. Santa Maria Novella. Boucher (beccaio).                   |
| 1er mars 1388-30 avril 1388        | Niccolò di Geri Geri                                             | Pr. du q. San Giovanni. Drapier (lanaiolo).                         |
| 1er mars 1388-30 avril 1388        | Giovanni di Jacopo Gianni                                        | Pr. du q. San Giovanni. Changeur de monnaie (cambiatore).           |
| 1er mai 1388-30 juin 1388          | Galeotto di Tommaso Baronci (ou Galeozzo Baronci)                | Gonf. issu du q. San Giovanni.                                      |
| 1er mai 1388-30 juin 1388          | Tommaso di Jacopo dell'Accerito (ou Acceriti)                    | Pr. du q. San Spirito. Drapier (lanaiolo).                          |
| 1er mai 1388-30 juin 1388          | Agostino di Lutozzo Nasi                                         | Pr. du q. San Spirito.                                              |
| 1er mai 1388-30 juin 1388          | Giovanni di Jacopo de'Giugni                                     | Pr. du q. Santa Croce.                                              |
| 1er mai 1388-30 juin 1388          | Tommaso di Bondo del Caccia                                      | Pr. du q. Santa Croce. Drapier (lanaiolo).                          |
| 1er mai 1388-30 juin 1388          | Bardo di Guglielmo Altoviti                                      | Pr. du q. Santa Maria Novella.                                      |
| 1er mai 1388-30 juin 1388          | Ser Jacopo d'Ambruogio Meringhi                                  | Pr. du q. Santa Maria Novella.                                      |
| 1er mai 1388-30 juin 1388          | Maestro Ristoro di Cione                                         | Pr. du q. San Giovanni.                                             |
| 1er mai 1388-30 juin 1388          | Zanobi di Corsino                                                | Pr. du q. San Giovanni. Vannier, coffretier (cofanaio).             |
| 1er juillet 1388-31 août 1388      | Agnolo di Ser Belcaro Serragli (ou Angelo Serragli)              | Gonf. issu du q. San Spirito.                                       |
| 1er juillet 1388-31 août 1388      | Bartolommeo di Dietaiuti del Baldo                               | Pr. du q. San Spirito. Boucher (beccaio).                           |
| 1er juillet 1388-31 août 1388      | Neri d'Ugolino                                                   | Pr. du q. San Spirito. Cordonnier (calzolaio).                      |
| 1er juillet 1388-31 août 1388      | Bartolommeo di Mariano Cafferelli                                | Pr. du q. Santa Croce.                                              |
| 1er juillet 1388-31 août 1388      | Fantino di Tegna                                                 | Pr. du q. Santa Croce. Marchand de tissu au détail (ritagliatore).  |
| 1er juillet 1388-31 août 1388      | Alessio di Francesco di Borghino Baldovinetti                    | Pr. du q. Santa Maria Novella.                                      |
| 1er juillet 1388-31 août 1388      | Mariotto di Piero di Cione dell'Amoretta                         | Pr. du q. Santa Maria Novella.                                      |
| 1er juillet 1388-31 août 1388      | Jacopo di Francesco Cambi                                        | Pr. du q. San Giovanni.                                             |
| 1er juillet 1388-31 août 1388      | Talento di Matteo di Borgo Rinaldi                               | Pr. du q. San Giovanni.                                             |
| 1er septembre 1388-31 octobre 1388 | Bonaccorso di Lapo de'Giovanni                                   | Gonf. issu du q. Santa Croce.                                       |
| 1er septembre 1388-31 octobre 1388 | Piero di Neri Pitti                                              | Pr. du q. San Spirito.                                              |
| 1er septembre 1388-31 octobre 1388 | Michele di Mess. Donato Velluti                                  | Pr. du q. San Spirito.                                              |
| 1er septembre 1388-31 octobre 1388 | Neri di Riccuccio                                                | Pr. du q. Santa Croce. Négociant en vins (vinattiere).              |
| 1er septembre 1388-31 octobre 1388 | Nese di Durante                                                  | Pr. du q. Santa Croce. Fabricant de ciseaux (forbiciaio).           |
| 1er septembre 1388-31 octobre 1388 | Tommaso di Bartolo di Ser Tino                                   | Pr. du q. Santa Maria Novella. Drapier (lanaiolo).                  |
| 1er septembre 1388-31 octobre 1388 | Noferi di Giovanni Siminetti (ou Nofri Siminetti)                | Pr. du q. Santa Maria Novella.                                      |
| 1er septembre 1388-31 octobre 1388 | Matteo di Matteo                                                 | Pr. du q. San Giovanni. Marchand (mercatante).                      |
| 1er septembre 1388-31 octobre 1388 | Giusto d'Arrigo                                                  | Pr. du q. San Giovanni. Drapier (lanaiolo).                         |
| 1er novembre 1388-31 décembre 1388 | Mess. Guccio di Cino Bartolini de'Nobili                         | Gonf. issu du q. Santa Maria Novella. Chevalier.                    |
| 1er novembre 1388-31 décembre 1388 | Sandro di Piero di Masino                                        | Pr. du q. San Spirito. Drapier (lanaiolo).                          |
| 1er novembre 1388-31 décembre 1388 | Agostino d'Arrighetto Storioni                                   | Pr. du q. San Spirito.                                              |
| 1er novembre 1388-31 décembre 1388 | Antonio di Ser Ugo Orlandi                                       | Pr. du q. Santa Croce.                                              |
| 1er novembre 1388-31 décembre 1388 | Jacopo di Zanobi di Giovanni Arnolfi                             | Pr. du q. Santa Croce.                                              |
| 1er novembre 1388-31 décembre 1388 | Lorenzo di Mico                                                  | Pr. du q. Santa Maria Novella. Fabricant de lunettes (bicchieraio). |
| 1er novembre 1388-31 décembre 1388 | Filippo di Forabosco                                             | Pr. du q. Santa Maria Novella. Couvreur (copertoaio).               |
| 1er novembre 1388-31 décembre 1388 | Goro di Ser Michele da Rabatta                                   | Pr. du q. San Giovanni.                                             |
| 1er novembre 1388-31 décembre 1388 | Filippo di Casino                                                | Pr. du q. San Giovanni. Tisseur sur soie (setaiolo) ?               |

## 1389
| Période de gouvernement            | Gonfaloniers de Justice et Prieurs                          | Notes                                                                      |
| ---------------------------------- | ----------------------------------------------------------- | -------------------------------------------------------------------------- |
| 1er janvier 1389-28 février 1389   | Ser Niccolò Manetti                                         | Gonf. issu du q. San Giovanni. Drapier (lanaiolo).                         |
| 1er janvier 1389-28 février 1389   | Andrea di Francesco del Soldato                             | Pr. du q. San Spirito. Drapier (lanaiolo).                                 |
| 1er janvier 1389-28 février 1389   | Niccolò di Giovanni Franceschi                              | Pr. du q. San Spirito. Drapier (lanaiolo).                                 |
| 1er janvier 1389-28 février 1389   | Jacopo di Niccolò Riccialbani                               | Pr. du q. Santa Croce.                                                     |
| 1er janvier 1389-28 février 1389   | Michele di Simone Balducci                                  | Pr. du q. Santa Croce. Mercier (merciaio).                                 |
| 1er janvier 1389-28 février 1389   | Giovanni di Mess. Giovanni Rucellai                         | Pr. du q. Santa Maria Novella.                                             |
| 1er janvier 1389-28 février 1389   | Piero di Paolo                                              | Pr. du q. Santa Maria Novella. Apothicaire (speziale).                     |
| 1er janvier 1389-28 février 1389   | Marco del Pancia                                            | Pr. du q. San Giovanni. Cordonnier (calzolaio).                            |
| 1er janvier 1389-28 février 1389   | Maestro Giovanni Mercati                                    | Pr. du q. San Giovanni.                                                    |
| 1er mars 1389-30 avril 1389        | Mess. Zanobi di Giovanni Mezzuoli (ou Mezzuola, ou Mezzola) | Gonf. issu du q. San Spirito. Chevalier (et drapier (lanaiolo) ?).         |
| 1er mars 1389-30 avril 1389        | Brancazio di Berto Borsi                                    | Pr. du q. San Spirito. Maréchal-ferrant (ferratore).                       |
| 1er mars 1389-30 avril 1389        | Antonio di Benozzo                                          | Pr. du q. San Spirito. Négociant en vins (vinattiere).                     |
| 1er mars 1389-30 avril 1389        | Silvestro di Lodovico Ceffini                               | Pr. du q. Santa Croce.                                                     |
| 1er mars 1389-30 avril 1389        | Guerriante d'Antonio da Panzano                             | Pr. du q. Santa Croce.                                                     |
| 1er mars 1389-30 avril 1389        | Jacopo di Francesco Ventura                                 | Pr. du q. Santa Maria Novella. Changeur de monnaie (cambiatore).           |
| 1er mars 1389-30 avril 1389        | Raffaello di Tommaso Raffacani                              | Pr. du q. Santa Maria Novella.                                             |
| 1er mars 1389-30 avril 1389        | Michele di Vanni d'Uberto degli Albizzi                     | Pr. du q. San Giovanni.                                                    |
| 1er mars 1389-30 avril 1389        | Tommaso di Guccio Martini                                   | Pr. du q. San Giovanni. Drapier (lanaiolo).                                |
| 1er mai 1389-30 juin 1389          | Domenico di Borghino Taddei                                 | Gonf. issu du q. Santa Croce.                                              |
| 1er mai 1389-30 juin 1389          | Piero di Zucchero Soderini                                  | Pr. du q. San Spirito.                                                     |
| 1er mai 1389-30 juin 1389          | Adovardo di Zanobi Belfredelli (ou Averardo Belfradelli)    | Pr. du q. San Spirito.                                                     |
| 1er mai 1389-30 juin 1389          | Niccolò di Bernardo del Sannella                            | Pr. du q. Santa Croce. Fabricant de brides pour chevaux (brigliaio).       |
| 1er mai 1389-30 juin 1389          | Angiolo di Franceschino Pepi (ou Agnolo Pepi)               | Pr. du q. Santa Croce. Fabricant de draps de lit (pannolinaio) ?           |
| 1er mai 1389-30 juin 1389          | Ventura di Niccolò Larini                                   | Pr. du q. Santa Maria Novella. Drapier (lanaiolo).                         |
| 1er mai 1389-30 juin 1389          | Bernardino di Bruno Ardinghelli                             | Pr. du q. Santa Maria Novella.                                             |
| 1er mai 1389-30 juin 1389          | Niccolò d'Arrigo Fei                                        | Pr. du q. San Giovanni. Changeur de monnaie (cambiatore).                  |
| 1er mai 1389-30 juin 1389          | Domenico di Piero                                           | Pr. du q. San Giovanni. Marchand de fourrure de vair (vaiaio) ?            |
| 1er juillet 1389-31 août 1389      | Ghino di Bernardo Anselmi                                   | Gonf. issu du q. Santa Maria Novella.                                      |
| 1er juillet 1389-31 août 1389      | Francesco di Mess. Jacopo de'Marchi                         | Pr. du q. San Spirito. Marchand de tissu au détail (ritagliatore).         |
| 1er juillet 1389-31 août 1389      | Rinieri di Domenico Rinieri                                 | Pr. du q. San Spirito. Exploitant d'entrepôts (fondaco) ?                  |
| 1er juillet 1389-31 août 1389      | Lapo di Giovanni Niccolini                                  | Pr. du q. Santa Croce. Drapier (lanaiolo).                                 |
| 1er juillet 1389-31 août 1389      | Marchionne di Giano Torrigiani                              | Pr. du q. Santa Croce. Apothicaire (speziale).                             |
| 1er juillet 1389-31 août 1389      | Agostino di Ser Piero                                       | Pr. du q. Santa Maria Novella. Tisserand (pezzaio).                        |
| 1er juillet 1389-31 août 1389      | Andrea di Benintendi                                        | Pr. du q. Santa Maria Novella. Fripier (rigattiere).                       |
| 1er juillet 1389-31 août 1389      | Giovanni di Niccolò                                         | Pr. du q. San Giovanni. Fabricant de draps de lit (pannolinaio) ?          |
| 1er juillet 1389-31 août 1389      | Arrigo d'Albizzo Arrigucci                                  | Pr. du q. San Giovanni.                                                    |
| 1er septembre 1389-31 octobre 1389 | Ardingo di Corso de'Ricci                                   | Gonf. issu du q. San Giovanni.                                             |
| 1er septembre 1389-31 octobre 1389 | Giovanni di Benivieni                                       | Pr. du q. San Spirito. Apothicaire (speziale).                             |
| 1er septembre 1389-31 octobre 1389 | Neri di Ser Fresco Borghi                                   | Pr. du q. San Spirito. Marchand de lin (linaiolo).                         |
| 1er septembre 1389-31 octobre 1389 | Niccolò di Michele di Vanni Castellani                      | Pr. du q. Santa Croce.                                                     |
| 1er septembre 1389-31 octobre 1389 | Noferi di Forese (ou Nofri di Forese)                       | Pr. du q. Santa Croce. Drapier (lanaiolo).                                 |
| 1er septembre 1389-31 octobre 1389 | Mess. Cristofano d'Anfrione Spini                           | Pr. du q. Santa Maria Novella. Chevalier.                                  |
| 1er septembre 1389-31 octobre 1389 | Giovanni di Temperano di Manno                              | Pr. du q. Santa Maria Novella. Changeur de monnaie (cambiatore).           |
| 1er septembre 1389-31 octobre 1389 | Maffeo di Giovanni                                          | Pr. du q. San Giovanni. Fripier (rigattiere).                              |
| 1er septembre 1389-31 octobre 1389 | Bernardo di Giovanni di Cenni                               | Pr. du q. San Giovanni. Marchand de lin (linaiolo).                        |
| 1er novembre 1389-31 décembre 1389 | Jacopo di Lutozzo Nasi                                      | Gonf. issu du q. San Spirito.                                              |
| 1er novembre 1389-31 décembre 1389 | Giovanni di Jacopo di Balduccio del Saracino                | Pr. du q. San Spirito. Marchand d'huile (oliandolo).                       |
| 1er novembre 1389-31 décembre 1389 | Grazio di Nardo                                             | Pr. du q. San Spirito. Boulanger (fornaio).                                |
| 1er novembre 1389-31 décembre 1389 | Tedice di Tedice Dietaiuti                                  | Pr. du q. Santa Croce.                                                     |
| 1er novembre 1389-31 décembre 1389 | Bernardo di Tommaso di Bese Busini                          | Pr. du q. Santa Croce. Drapier (lanaiolo).                                 |
| 1er novembre 1389-31 décembre 1389 | Simone di Piero Vespucci                                    | Pr. du q. Santa Maria Novella. Tisseur sur soie (setaiolo) ?               |
| 1er novembre 1389-31 décembre 1389 | Guerriante di Jacopo da Empoli                              | Pr. du q. Santa Maria Novella. Marchand de tissu au détail (ritagliatore). |
| 1er novembre 1389-31 décembre 1389 | Salvi di Filippo di Salvi                                   | Pr. du q. San Giovanni. Drapier (lanaiolo).                                |
| 1er novembre 1389-31 décembre 1389 | Piero di Nardino (ou Piero di Naldino)                      | Pr. du q. San Giovanni. Fourreur (pellicciaio).                            |